# The Tornadoes

## Carriera
The Tornadoes, provenienti da Redlands, in California, furono la prima banda surf a ricevere un'attenzione internazionale per lo stile nuovo che si andava delineando. La canzone che li portò al successo fu "Bustin' Surfboards", realizzata nel 1962 sull'etichetta 'Aertaun Records', e da allora è diventata una delle pietre miliari del genere surf. Una delle sue caratteristiche era il fatto che la canzone iniziava con il suono dell'oceano (che continuava durante tutta la canzone), creando così una sensazione molto simile a quella di stare in spiaggia per davvero. L'album con lo stesso nome venne realizzato nel 1963. La band, comunque, non continuò il successo, la loro canzone "Shootin' Beavers" venne censurata dalle stazioni radio a causa del suo titolo suggestivo. La band cambiò momentaneamente il suo nome in The Hollywood Tornadoes, a causa del fatto che la band inglese, The Tornados, stava scalando le classifiche con Telstar.
"Bustin' Surfboards" venne inclusa nella colonna sonora di Pulp Fiction del 1994, rinnovando l'interesse per la band. I membri sono i fratelli Gerald (al basso) e Norman "Roly" Sanders (prima chitarra), i loro cugini Jesse Sanders (seconda chitarra), Leonard Delaney (batteria) e George White (sassofono).
Nel 2005 hanno realizzato un nuovo CD chiamato "Now and Then" per l'etichetta Crossfire Publications che ha 29 tracce tra cui registrazioni live dalla loro performance al festival Zappanale in Germania nel 2003, tagliate da un cd del 1998 e 2 nuove tracce.
Nel novembre 2008, attraverso il loro sito web, la band annuncia lo scioglimento definitivo ed il ritiro a vita privata dei propri membri.

## Membri
- Norm "Roly" Sanders - chitarra
- Gerald Sanders - basso
- Jesse Sanders - chitarra
- Leonard Delaney - batteria
- Joel Willenbring - sax

### Ex membri
- George White - sax
- Ernie Tavizon - sax

## Album

### Album studio
- Bustin' Surfboards (1963)
- Bustin' Surfboards 98 (1998)
- Now And Then (2005)

### Singoli
- Bustin' Surfboards (1962)
- The Gremmie (1962)
- Moon Dawg (1963)
- Shootin' Beavers (1963)
- Lightin' (1964)